# Astrophysics Data System
Astrophysics Data System (w skrócie ADS) – utworzona przez NASA internetowa baza ponad ośmiu milionów dokumentów z astronomii i fizyki, zarówno recenzowanych, jak i nierecenzowanych przez naukowców z tych dziedzin. Za darmo dostępne są on-line streszczenia prawie wszystkich artykułów, a także skany starszych artykułów zapisane w formacie GIF oraz PDF. Baza zawiera też linki do elektronicznych wersji nowych artykułów, publikowanych na stronach internetowych czasopism, ale te są zwykle dostępne tylko poprzez płatną subskrypcję (wykupiona przez większość ośrodków badań astronomicznych). Baza jest zarządzana przez Harvard-Smithsonian Center for Astrophysics.
ADS jest potężnym narzędziem badawczym i ma znaczący wpływ na wydajność badań astronomicznych od chwili jego powstania w 1992 roku. Wyszukiwanie literatury, które wcześniej mogło zająć całe dnie, a nawet tygodnie, obecnie jest możliwe w ciągu kilku sekund – dzięki zaawansowanemu systemowi zapytań, opracowanemu pod kątem zagadnień astronomicznych. Badania wykazały, że korzyści dla astronomii wynikające z użytkowania ADS są równoważne wydatkowaniu kilkuset milionów dolarów rocznie; szacuje się również, że system powoduje trzykrotne zwiększenie czytelnictwa czasopism astronomicznych.
Korzystanie z ADS jest niemal powszechne wśród astronomów na całym świecie, a więc statystyki użytkowania ADS mogą być użyte do analizy trendów w badaniach astronomicznych na świecie. Statystyki te wykazały, że liczba badań, jakie się prowadzi w dziedzinie astronomii, jest silnie skorelowana z wielkością produktu krajowego brutto (PKB), przypadającego na mieszkańca danego kraju (per capita), i że liczba astronomów w kraju jest proporcjonalna do PKB tego kraju, więc łączna liczba badań astronomicznych przeprowadzonych w danym kraju jest proporcjonalna do kwadratu jego PKB, podzielonego przez liczbę jego mieszkańców.

## Historia
Przez wiele lat coraz większym problemem w badaniach astronomicznych (podobnie jak w innych dyscyplinach naukowych) było to, że liczba artykułów opublikowanych w czołowych czasopismach astronomicznych stale rosła w takim tempie, że astronomowie nie byli w stanie zapoznawać się na bieżąco z wynikami najnowszych badań. W 1980 roku astronomowie dostrzegli, że powstające technologie związane z Internetem mogą być skutecznie wykorzystane do budowy systemu elektronicznego indeksowania astronomicznych prac naukowych, który umożliwi astronomom być na bieżąco z dużo większym zakresem badań naukowych.
Najpierw na konferencji Astronomy from Large Data-bases, która odbyła się w Garching bei München w 1987 roku, zaproponowano stworzenie bazy danych streszczeń czasopism papierowych. Podczas kolejnych dwóch lat tworzono podstawy elektronicznego systemu dostępu do streszczeń publikacji astrofizycznych, a w 1991 roku miały miejsce dyskusje na temat integracji ADS z bazą danych SIMBAD – zawierającą wszystkie dostępne nazwy katalogowe obiektów znajdujących się poza Układem Słonecznym – aby stworzyć system, w którym astronomowie będą w stanie wyszukać wszystkie dokumenty napisane na temat danego obiektu.
Wstępna wersja ADS, z bazą danych składającą się z 40 prac, została uruchomiona jako studium koncepcyjne w 1988 roku, a baza danych ADS została prawidłowo połączona z bazą danych SIMBAD latem 1993 roku. Twórcy przekonani byli, że był to pierwszy system w Internecie, umożliwiający jednoczesne korzystanie z naukowych baz danych po obu stronach Atlantyku. Do 1994 roku usługa była dostępna za pośrednictwem oprogramowania stworzonego na potrzeby sieci ADS, ale na początku tego roku została przeniesiona do powstającego World Wide Web. Liczba użytkowników serwisu wzrosła czterokrotnie w ciągu pięciu tygodni od wprowadzenia usługi ADS do zasobów internetowych.
Początkowo artykuły dostępne przez ADS były bitmapowymi obrazami skanowanymi z czasopism papierowych, ale od 1995 r. Astrophysical Journal zaczął publikować wydania on-line, a wkrótce potem inne czołowe czasopisma, takie jak Astronomy and Astrophysics oraz Monthly Notices of the Royal Astronomical Society. ADS zawierała odnośniki do tych elektronicznych wydań od pierwszego ich udostępnienia. Od około 1995 r. liczba użytkowników ADS podwajała się mniej więcej co dwa lata. ADS obecnie ma podpisane umowy z niemal wszystkimi czasopismami astronomicznymi, które dostarczają streszczenia. Za pośrednictwem serwisu dostępne są zeskanowane artykuły nawet z początku XIX wieku, i obecnie zawiera on w sumie ponad osiem milionów dokumentów. Usługa jest dostępna na całym świecie – za pomocą dwunastu mirrorów rozlokowanych w dwunastu krajach na pięciu kontynentach, z bazami danych synchronizowanymi poprzez cotygodniowe aktualizacje za pomocą rsync, narzędzia mirroringu, które umożliwia aktualizacje jedynie tej części bazy danych, która uległa zmianie. Wszystkie aktualizacje są uruchamiane centralnie, inicjując skrypty na stronach mirrorów, które powodują pobranie zaktualizowanych danych z głównych serwerów ADS.

## Dane w systemie

W ADS dostępne są 1284 dokumenty dotyczące M101, począwszy od 1850 roku.

Dokumenty są indeksowane w bazie danych przez rekord bibliograficzny, zawierający szczegółowe informacje o publikacji oraz różnych związanych z artykułem metadanych, takich jak lista autorów, bibliografia i cytaty. Pierwotnie dane były przechowywane w formacie ASCII, ale związane z nim ograniczenia zostały uznane przez administratorów ADS za powód do migracji w roku 2000 wszystkich rekordów bazy danych na format XML (Extensible Markup Language). Rekordy bibliograficzne są obecnie przechowywane jako elementy XML, z sub-elementami w formie różnych metadanych.
Odkąd dostępne są internetowe wydania czasopism, abstrakty są ładowane do ADS w dniu lub jeszcze przed datą publikacji artykułów, z pełnym tekstem pisma dostępnym dla subskrybentów. Starsze artykuły zostały zeskanowane i streszczenia tworzone są za pomocą oprogramowania optycznego rozpoznawania znaków (OCR). Zeskanowane artykuły sprzed około 1995 r. są zazwyczaj dostępne bezpłatnie, za zgodą wydawców czasopism.
Zeskanowane artykuły są przechowywane w formacie TIFF, zarówno w średniej, jak i wysokiej rozdzielczości. Pliki TIFF są konwertowane na żądanie do plików GIF w celu przeglądania na ekranie, albo plików PDF lub PostScript w celu wydrukowania. Wygenerowane pliki są następnie przechowywane w celu wyeliminowania niepotrzebnych częstych ponownych generacji dla najbardziej popularnych artykułów. W 2000 roku w ADS zawartych było 250 GB skanów, obejmujących 1 128 955 stron, zawierających 138 789 artykułów. Do roku 2005 rozmiar ten wzrósł do 650 GB i oczekiwano dalszego wzrostu do około 900 GB do 2007 roku. (Brak dalszych informacji na ten temat).
Baza danych początkowo zawierała tylko odsyłacze do publikacji o tematyce astronomicznej, ale obecnie zawiera trzy bazy danych, obejmujące astronomię (w tym badania planetarne i heliofizykę), fizykę (wraz z przyrządami naukowymi i geologią), jak również preprinty prac naukowych z bazy arXiv. Baza danych dotycząca astronomii jest zdecydowanie najbardziej zaawansowana i jej wykorzystanie stanowi około 85% całkowitego wykorzystania ADS. Artykuły są przypisane do różnych baz danych w zależności od tematu, a nie publikowane tak, by artykuły z jednego czasopisma mogły pojawić się we wszystkich trzech tematycznych bazach danych. Rozdzielenie baz danych pozwala, by wyszukiwanie w każdej dyscyplinie było dostosowane tak, że słowa mogą mieć automatycznie przypisane różne wagi w różnych przeszukiwanych bazach danych, w zależności od tego, jak blisko związane są z daną dziedziną.
Dane w archiwum preprintów są aktualizowane codziennie z arXiv, głównego repozytorium preprintów z dziedziny fizyki i astronomii. Pojawienie się serwerów preprint, podobnie jak ADS, miało istotny wpływ na postęp w badaniach astronomicznych, ponieważ dokumenty w nich są często udostępniane na kilka tygodni, a nawet miesięcy przed ich publikacją w czasopismach. Włączenie preprintów z arXiv do ADS oznacza, że wyszukiwarka może zwrócić informacje o najnowszych dostępnych badaniach, z zastrzeżeniem, że preprinty mogą nie zawierać recenzji lub potem być poddane korekcie do standardu publikacji wymaganego w czasopiśmie. Preprinty powiązane są z bazą danych ADS w taki sposób, by po opublikowaniu artykułu w miarę możliwości cytaty i odsyłacze zwracały linki do artykułu w czasopiśmie, którego dotyczył preprint.

## Oprogramowanie i sprzęt
Oprogramowanie pracuje w systemie, który został napisany specjalnie dla niego, co pozwala na znaczne dostosowanie do potrzeb astronomicznych, co nie byłoby możliwe w przypadku bazy danych ogólnego przeznaczenia. Skrypty są projektowane tak, aby były niezależne od platformy systemowej, co jest ważne z uwagi na konieczność obsługi mirrorów działających na całym świecie w różnych systemach, choć coraz częstsze wykorzystanie Linuxa jako systemu operacyjnego w zastosowaniach w astronomii, doprowadziło do optymalizacji skryptów pod kątem instalacji na tej platformie.
Główny serwer ADS znajduje się na Harvard-Smithsonian Center for Astrophysics w Cambridge, Massachusetts w Stanach Zjednoczonych, i jest to podwójny 64-bitowy serwer w architekturze Intela x86 z dwoma cztero-rdzeniowymi procesorami o częstości 3,0 GHz, z 32 GB pamięci RAM, działającymi pod kontrolą dystrybucji Linuxa CentOS 5.4. Mirrory znajdują się w Brazylii, Chinach, Chile, Francji, Niemczech, Indiach, Indonezji, Japonii, Rosji, Korei Południowej, Wielkiej Brytanii i Ukrainie.

## Indeksowanie
ADS otrzymuje obecnie streszczenia lub spisy treści z prawie dwustu czasopism. Może się zdarzyć, że otrzymać dane dotyczące tego samego artykułu z wielu źródeł, wtedy tworzy jeden odsyłacz bibliograficzny na podstawie najbardziej aktualnych danych z wszystkich źródeł. Wspólne korzystanie z systemów TeX i LaTeX przez niemal wszystkie czasopisma naukowe znacznie ułatwia włączenie danych bibliograficznych do systemu w standardowym formacie, jak również umożliwia łatwy import artykułów do formatu internetowego HTML. Do importowania, przetwarzania i standaryzacji danych bibliograficznych ADS wykorzystuje skrypty napisane w języku Perl.
Pozornie prozaiczne zadanie przekształcenia nazwisk autorów do standardowego zapisu nazwisk w systemie (nazwisko jako pierwsze), w rzeczywistości jest jednym z trudniejszych zadań do automatyzacji, a to ze względu na szeroki zakres konwencji nazewnictwa na całym świecie i możliwość, że np. Davis może być pierwszym imieniem, drugim imieniem lub nazwiskiem. Dokładna konwersja nazwisk wymaga szczegółowej wiedzy na temat nazwisk autorów aktywnych w astronomii i ADS utrzymuje obszerną bazę danych nazwisk autorów, która jest także wykorzystywana w przeszukiwaniu bazy danych (patrz niżej).
W przypadku artykułów w wersji elektronicznej, lista odnośników na końcu artykułu jest łatwo importowana. Dla artykułów zeskanowanych, listę bibliografii importuje się za pomocą oprogramowania OCR. Baza danych może łatwo sporządzić listę cytowań dla każdego dokumentu w bazie danych. Listy bibliografii zostały wykorzystane w przeszłości w celu identyfikacji popularnych artykułów, których brakowało w bazie danych; w większości były to artykuły sprzed 1975 r. i zostały już dodane do systemu.